# BOLL
BOLL (англ. Boule homolog, RNA binding protein) – білок, який кодується однойменним геном, розташованим у людей на короткому плечі 2-ї хромосоми.  Довжина поліпептидного ланцюга білка становить 283 амінокислот, а молекулярна маса — 31 301.
| 10         |  | 20         |  | 30         |  | 40         |  | 50         |
| ---------- |  | ---------- |  | ---------- |  | ---------- |  | ---------- |
| MQTDSLSPSP |  | NPVSPVPLNN |  | PTSAPRYGTV |  | IPNRIFVGGI |  | DFKTNESDLR |
| KFFSQYGSVK |  | EVKIVNDRAG |  | VSKGYGFVTF |  | ETQEDAQKIL |  | QEAEKLNYKD |
| KKLNIGPAIR |  | KQQVGIPRSS |  | IMPAAGTMYL |  | TTSTGYPYTY |  | HNGVAYFHTP |
| EVTSVPPPWP |  | SRSVCSSPVM |  | VAQPIYQQPA |  | YHYQATTQYL |  | PGQWQWSVPQ |
| PSASSAPFLY |  | LQPSEVIYQP |  | VEIAQDGGCV |  | PPPLSLMETS |  | VPEPYSDHGV |
| QATYHQVYAP |  | SAITMPAPVM |  | QPEPIKTVWS |  | IHY        |  |            |

A: Аланін

C: Цистеїн

D: Аспарагінова кислота

E: Глутамінова кислота

F: Фенілаланін

G: Гліцин

H: Гістидин

I: Ізолейцин

K: Лізин

L: Лейцин

M: Метіонін

N: Аспарагін

P: Пролін

Q: Глутамін

R: Аргінін

S: Серин

T: Треонін

V: Валін

W: Триптофан

Кодований геном білок за функцією належить до білків розвитку. 
Задіяний у таких біологічних процесах як регуляція трансляції, диференціація, сперматогенез, альтернативний сплайсинг. 
Білок має сайт для зв'язування з РНК. 
Локалізований у цитоплазмі.